# Museo nazionale del Laos
Il museo nazionale del Laos è un museo situato a Vientiane, la capitale del Laos. La struttura fu originariamente costruita nel 1925 come residenza del Protettorato francese del Laos e oggi presenta la storia della nazione, evidenziando la lotta del popolo laotiano per liberare il paese dall'occupazione straniera. Si trova sulla strada Samsenthai, di fronte alla sala culturale. Nel 2007, gli Stati Uniti hanno donato una sovvenzione per aiutare a sviluppare l'edificio.